# Мудра
Мудра́ (санскрит: मुद्रा, „печат“) е символичен и ритуален жест в индуизма и будизма.
Някои мудри включват цялото тяло, но повечето се изпълняват с ръцете и пръстите. 108 мудри се използват в редовните традиционни ритуали.
Мудрā е „духовен жест“ и активен „печат на автентичност“, употребяван в иконографията, както и духовна практика на дхармическите религии и даоизма.